# Dragon Drive: D-Masters Shot
Dragon Drive: D-Masters Shot (ドラゴンドライブディマスターズショット, Doragon Doraibu Di Masutāzu Shotto) é um Jogo de videogame do gênero de Tiro em terceira pessoa produzido pela Desenvolvedora japonesa de jogos eletrônicos Treasure. e publicado pela Bandai sendo lançado apenas no Japão em 30 de março de 2003 para o Nintendo GameCube, console na empresa japonesa Nintendo. O jogo é baseado no anime Dragon Drive.